# Sonat Burman-Olsson
Sonat Burman-Olsson, född 1958 i Ankara, var VD och koncernchef för Coop Sverige mellan 2014 och 2017. Burman-Olsson rekryterades från konkurrenten Ica Gruppen, där hon var vice VD och CFO.
Sonat Burman-Olsson utsågs 2013 till Årets Klättrare av Veckans Affärer och 2014 utsåg samma tidning henne till näringslivets mäktigaste direktör. 2014 blev hon även utnämnd till Årets Ruter Dam.
Vid sidan av uppdraget som VD för Coop var Sonat Burman-Olsson styrelseordförande för Svensk Dagligvaruhandel och styrelseledamot i Lindab International, Svensk Handel, International Chamber of Commerce och Izettle. Hon har tidigare varit styrelseledamot i Tredje AP-fonden och ICA-banken.
Sonat Burman-Olsson har tidigare varit verksam som Vice President med ansvar för globala marknadsstrategier för Electrolux. Därförinnan var hon Senior Vice President med ansvar för verksamhetsutveckling för Electrolux Europe och innan det ingick hon i ledningen för Electrolux International (Asien och Latinamerika). Innan Sonat Burman-Olsson kom till Electrolux hade hon chefspositioner inom British Petroleum och Siemens.
Burman-Olsson har en civilekonomexamen från Paris, en Executive MBA från Uppsala och utbildning inom Strategic Retail Management från Oxford och Harvard.